# Vörös tér

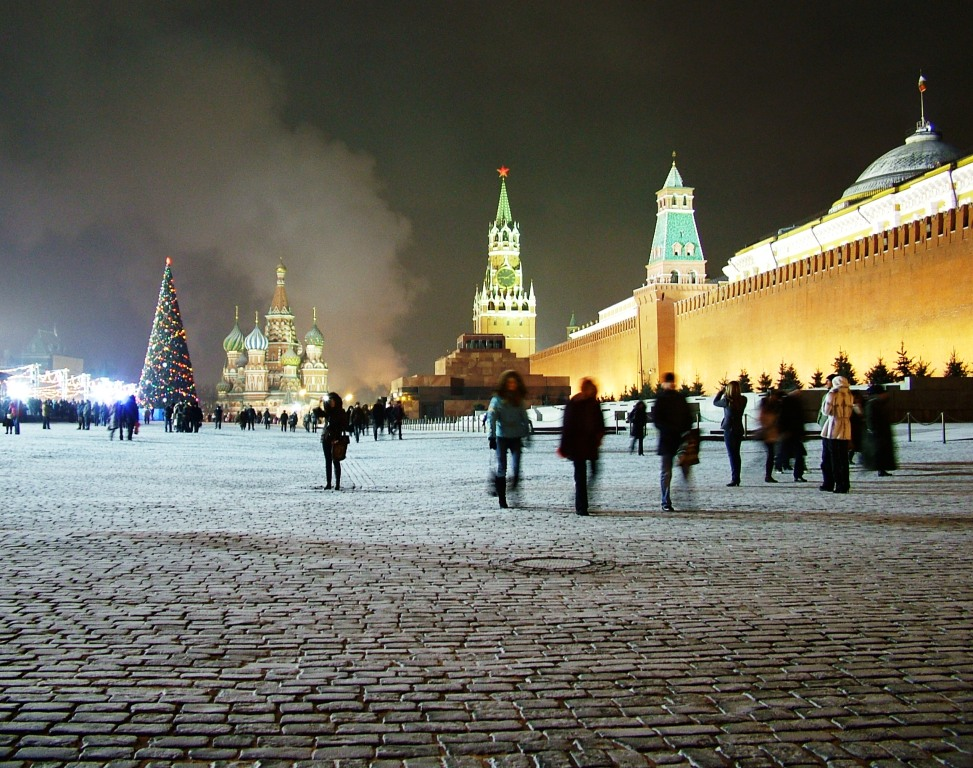
A Vörös tér karácsonykor

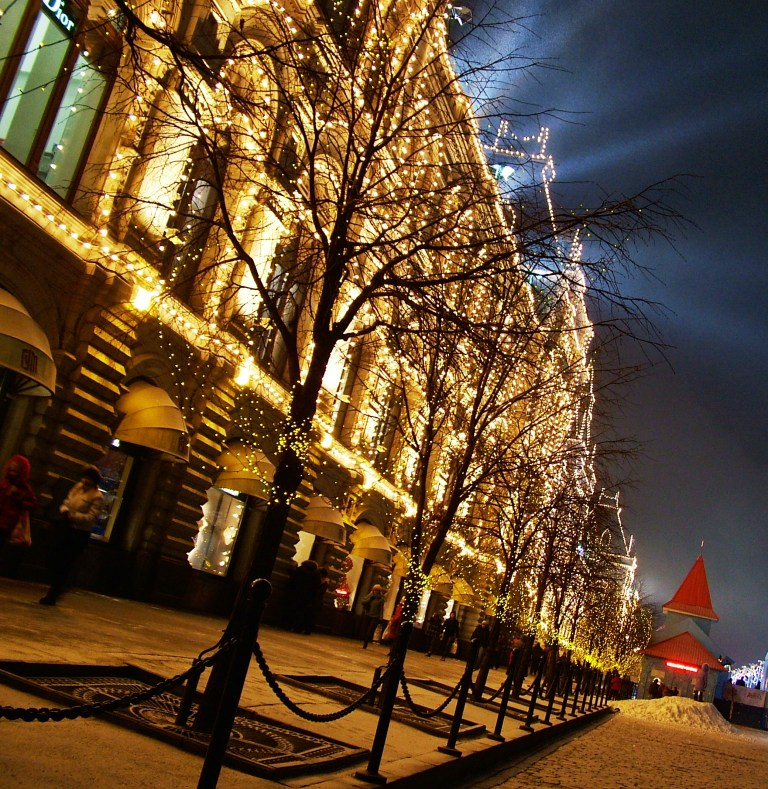
A GUM karácsonyi kivilágítása

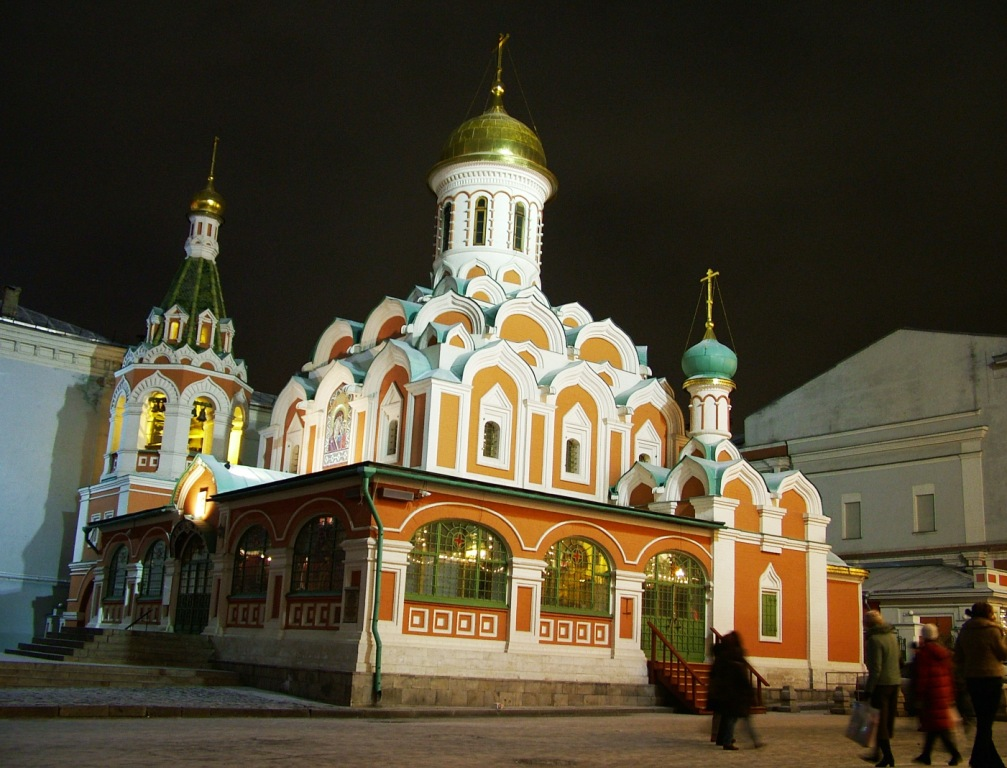
A Kazanyi-székesegyház éjszaka

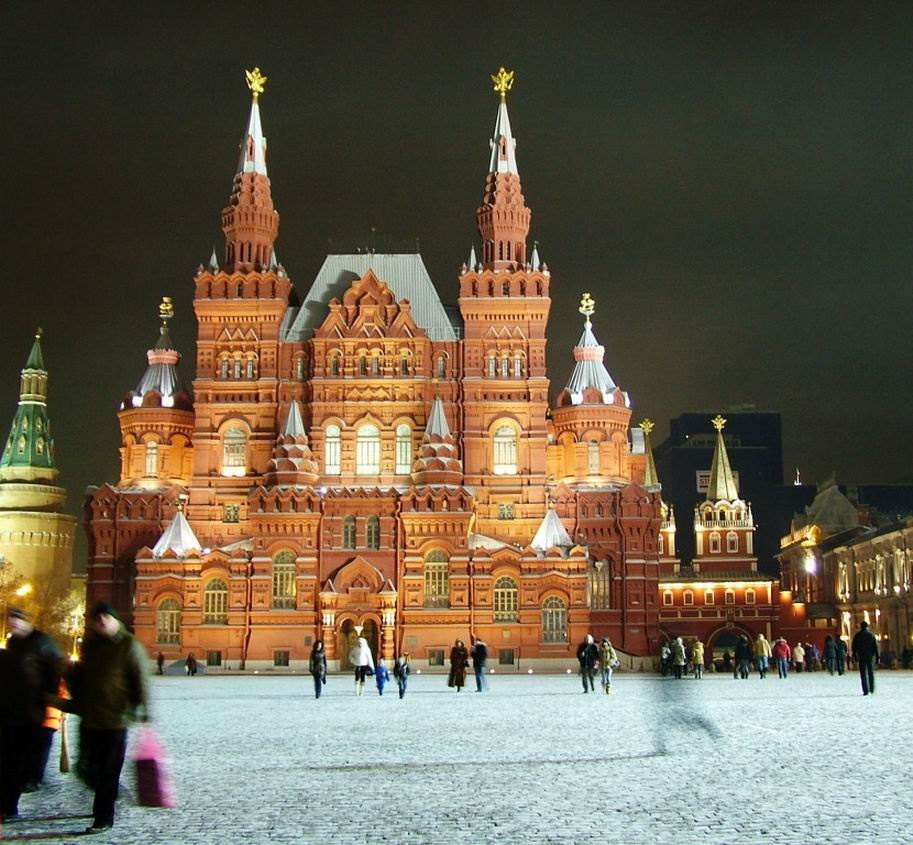
Az Állami Történeti Múzeum a Vörös tér felől nézve

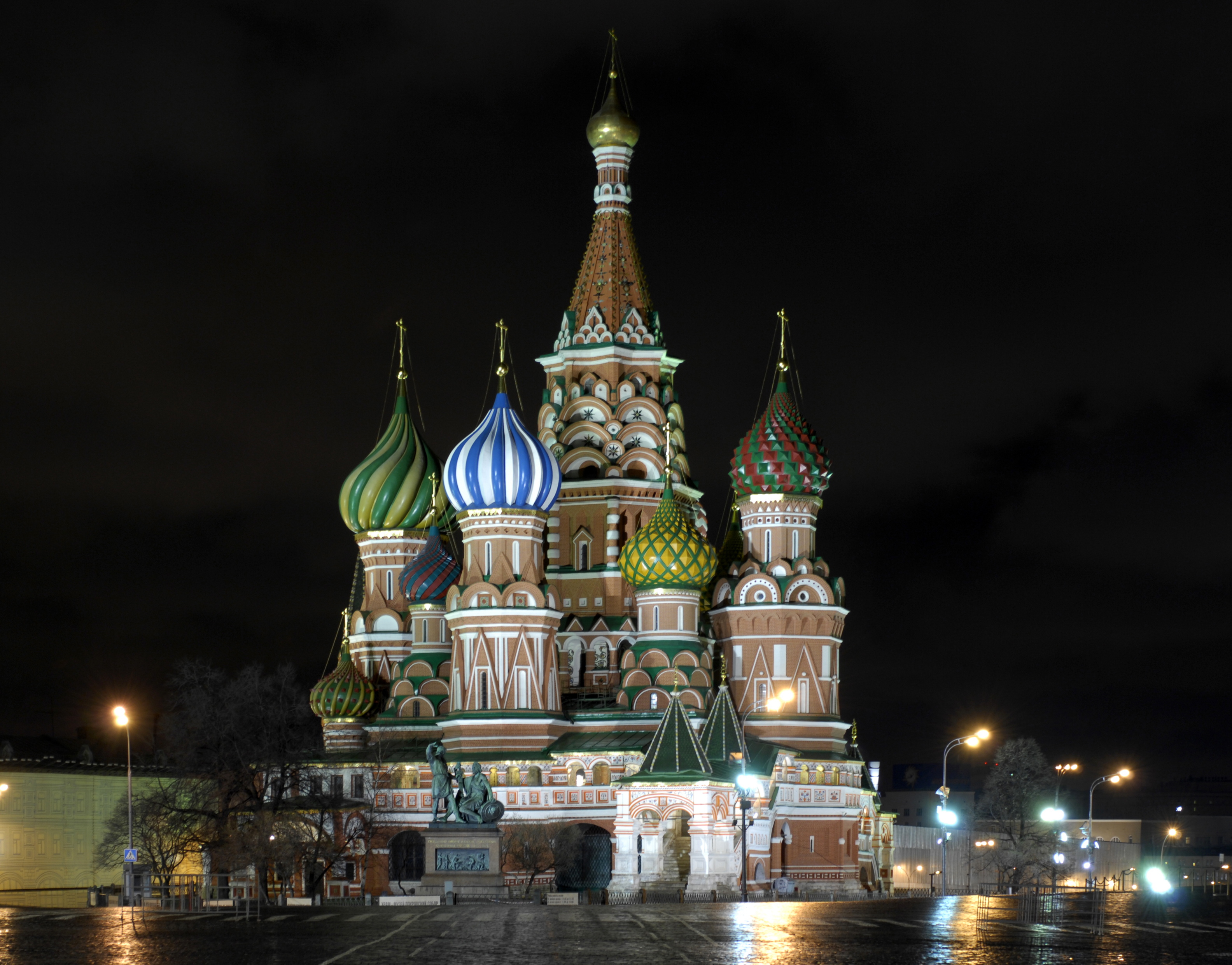
Boldog Vazul-székesegyház éjjel

A Vörös tér (oroszul: Красная площадь / Krasznaja ploscsagy) Moszkva és Oroszország leghíresebb tere, az orosz és a világtörténelem számos fontos eseményének színhelye. A Moszkva folyó partja melletti enyhe dombon, a Kreml és az egykori üzleti negyed, a Kitaj-gorod között fekszik. Kulturális és történelmi értékei miatt 1990-ben a Kreml épületegyüttese és a Vörös tér az első oroszországi helyszínek között került fel az UNESCO világörökségi listájára.

## Neve, története
A 15. században III. Iván cár rendeletére a Kreml fala melletti faházakat és árudákat tűzveszélyességük miatt lebontották. A felszabaduló területen fokozatosan Moszkva legnagyobb piactere alakult ki, melyet Torgnak („Vásár”) kezdtek nevezni. 1571-ben a faépítmények zöme leégett, ettől kezdve a területet Pozsarnak („Tűzvész”) hívták. Mai neve a 17. század folyamán terjedt el, miután a teret uraló Vaszilij Blazsennij-székesegyház melletti Szpasszkaja bástyára tornyot építettek (a krasznaja szónak nemcsak „vörös”, hanem „szép, gyönyörű” jelentése is volt).
A Kreml tér felőli falai mellett a 16. században vízzel feltöltött védőárkot és fölé a kapukhoz vezető hidakat építettek. A tér már ekkor is koronázási és egyházi szertartások, győzelmi ünnepségek, népünnepélyek, nyilvános kivégzések helyszíne volt. Eközben vásártérnek is megmaradt, és a fabódék, árudák sokaságát csak 1804-ben tudták végleg megszüntetni, amikor az egész területet kőburkolattal látták el.
A keleti oldalon már 1595-től állt egy épület a kereskedők boltjaival és raktáraival, helyére 1786-ban új kereskedősor épült. Az 1812-es francia megszállást követő években ezt az épületet is helyreállították, a sérült Kreml-bástyákat kijavították, a vizesárkot és hídjait megszüntették, a teret megnagyobbították.
A következő nagy átépítésre a 19. század végén került sor, ekkor épült a GUM áruház, a Történeti Múzeum, és 1892-ben megjelent a villanyvilágítás.
A szovjet időkben, a Lenin-mauzóleum megépítése után a tér az új rend jelképe lett, szinte hivatalos központi térré lépett elő. Az 1930-as években teljesen átalakították, a Kazanyi-székesegyházat, az Iverszki kápolnát és mellette a Kitaj-gorod kapuját lerombolták, sőt a Vaszilij Blazsennij-székesegyház lebontásának terve is felmerült, hogy helyet adjanak a tömeges felvonulásoknak és katonai díszszemléknek. 1941-ben a németek által fenyegetett város védelmére egyenesen a szemléről indultak a csapatok, itt rendezték meg a győzelmi ünnepséget is 1945-ben, és itt fogadták ünnepélyes keretek között Gagarint, a világ első űrhajósát.

## Nevezetességek
A teret nyugatról a Kreml fala, keletről a GUM áruház hosszan elnyúló épülete határolja; északon a Történeti Múzeum, délen a Vaszilij Blazsennij-székesegyház zárja le.
- A Kreml falának ezt az oldalát három bástyatorony töri meg: északon a Nyikolszkaja, középen a Szenatszkaja, délen a Szpasszkaja. Utóbbi a Kreml főkapuja is (1491, a torony 1625) 70 m magas tornyában a hatalmas, összesen 25 tonna súlyú óraszerkezettel (1851–1852) és a legfelső szinten elhelyezett, 11 harangból álló harangjátékkal.

- A Boldog Vazul-székesegyházat Rettegett Iván emeltette Kazany bevételének (1552) emlékére, 1555–1560 között épült. Az ortodox templomépítészet egyik csodája.

- A GUM áruház, korábbi nevén a Felső kereskedősor, a korábbi kereskedősor helyett épült 1890–1893-ban. A kétemeletes, üvegtetős épület három hosszú passzázsában eredetileg kb. 1000 kisebb üzlet és magánáruda részére volt hely.

Mellette emelkedik a néhány éve újra felépített Kazány-katedrális (az eredeti 1630–1633-ban épült).
- Az Állami Történeti Múzeum (1875–1881) helyén eredetileg egy régi hivatali épület állt, melyben többek között a 18. század első felében Oroszország első nyilvános patikája, majd 1755-től 30 éven át az egyetem működött.

- Lobnoje meszto, a Kreml főbejáratával szemben emelt kisebb kör alakú emelvénynek főleg az I. Péter előtti időkben volt szerepe. Itt olvasták fel a háborúról vagy a békekötésről szóló híreket, a hivatalos rendeleteket, köztük a kivégzésekről szóló hirdetményeket is. A kivégzések azonban nem itt, hanem a tér ideiglenesen felállított emelvényein történtek. Itt végezték ki 1671-ben Sztyepan Razint, a parasztháború vezetőjét, és 1698-ban az I. Péter ellen fellázadt sztreleceket is.

- Kuzma Minyin és Dmitrij Pozsarszkij bronz szobrát 1818-ban a tér közepén állították fel, 1931-ben került mostani, a székesegyház melletti helyére. Az emlékművet közadakozásból emelték a Moszkvát 1612-ben felszabadító népfelkelő csapatok két vezérének tiszteletére. Ez volt a főváros első köztéri szobra.

- A Lenin-mauzóleum első változata 1924-ben fából készült. A ma is álló, gránitlapokkal burkolt mauzóleum 1929–1930-ban épült, mellvédjén a felvonulásokat megtekintő állami- és pártvezetők részére karzatot alakítottak ki. Moszkvaiak és turisták kedvelt látványossága.

A mauzóleum mögötti részen nekropoliszt létesítettek, ahol ugyancsak párt-, állami- és katonai vezetők díszsírhelyei, mellszobrai, illetve a Kreml falában elhelyezett urnák sorakoznak. Itt kapott helyet Landler Jenő tanácsköztársasági politikus díszsírhelye is.